# (16559) 1991 VA3
1991 في أي 3 (ويعرف أيضًا باسم (16559) 1991 في أي 3 وفق تسمية الكوكب الصغير) (بالإنجليزية: 1991 VA3)‏ هو كويكب ضمن حزام الكويكبات؛ وترتيبه 16559 من حيث الاكتشاف.
اكتُشف هذا الجُرم الفلكي بواسطة Atsushi Sugie ‏ في 9 نوفمبر 1991.

## وصلات خارجية
- (16559) 1991 VA3 في قاعدة بيانات مختبر الدفع النفاث لأجرام النظام الشمسي الصغيرة

- الاكتشاف · مخطط المدار ·  العناصر المدارية · المعلمات المادية

- (16559) 1991 VA3 على موقع ويكي سكاي: DSS2, SDSS, GALEX, IRAS, Hydrogen α, X-Ray, Astrophoto, Sky Map, Articles and images